# Richard Ford
Richard Ford (Jackson, 16 febbraio 1944) è uno scrittore statunitense.

## Biografia
Nei suoi romanzi la matrice minimalista si mitiga e si evolve in due opposte direzioni: da un lato, le accensioni liriche di Rock Springs (1987) o di Incendi (Wildlife, 1990); dall'altro, il tentativo di edificare un'epica della classe media  americana con Sportswriter (The Sportswriter, 1986), e i suoi seguiti, Il giorno dell'Indipendenza (Independence Day, 1995) e Lo stato delle cose (The Lay of the Land, 2006).
Sportswriter è stato inserito dal Time nella lista dei 100 migliori romanzi scritti in lingua inglese dal 1923 al 2005. Per il suo seguito, Il giorno dell'Indipendenza, Ford ha vinto sia il Premio PEN/Faulkner per la narrativa sia il Premio Pulitzer per la narrativa (il primo a vincere entrambi i premi).
Dall'autunno 2012, insegna letteratura e scrittura alla Columbia University School of the Arts.

## Opere

### Romanzi
- A Piece of My Heart, 1976.
- L'estrema fortuna (The Ultimate Good Luck, 1981), traduzione di Riccardo Duranti, Collana I Canguri n.7, Milano, Feltrinelli, 1990, ISBN 978-88-077-0007-1.
- Sportswriter (The Sportswriter, 1986), traduzione di Carlo Oliva, Collana I Narratori n.436, Milano, Feltrinelli, 1992, ISBN 978-88-070-1436-9.
- Incendi (Wildlife, 1990), traduzione di Riccardo Duranti, Collana I Narratori n.413, Milano, Feltrinelli, 1991, ISBN 978-88-070-1413-0.
- Il giorno dell'Indipendenza (Independence Day, 1995), traduzione di Luigi Schenoni, Collana I Narratori n.509, Milano, Feltrinelli, 1996, ISBN 978-88-070-1509-0.
- Lo stato delle cose (The Lay of the Land, 2006), traduzione di Adelaide Cioni, Collana I Narratori, Milano, Feltrinelli, 2008, ISBN 978-88-070-1757-5.
- Canada (Canada, 2012), traduzione di Vincenzo Mantovani, Collana I Narratori, Milano, Feltrinelli, 2013, ISBN 978-88-070-1931-9; con uno scritto di Sandro Veronesi, Collana Americana, Milano, Corriere della Sera-RCS MediaGroup, 2023.
- Per sempre (Be Mine, 2023), traduzione di Cristiana Mennella, Collana I Narratori, Milano, Feltrinelli, 2024, ISBN 978-88-070-3613-2.

### Raccolte di racconti
- Rock Springs (Rock Springs, 1987), trad. di Vincenzo Mantovani, Collana I Narratori n.394, Milano, Feltrinelli, 1989, ISBN 978-88-070-1394-2.
- Donne e uomini (Women with Men: Three Stories, 1997), trad. di R. Duranti e V. Mantovani, Collana I Narratori n.588, Milano, Feltrinelli, 2001, ISBN 978-88-070-1588-5.
- Infiniti peccati (A Multitude of Sins, 2002), trad. di V. Mantovani, Collana I Narratori, Milano, Feltrinelli, 2002, ISBN 978-88-070-1621-9.
- Vintage Ford, 2004
- Tutto potrebbe andare molto peggio (Let Me Be Frank With You, 2014), traduzione di Vincenzo Mantovani, Collana I Narratori, Milano, Feltrinelli, 2015, ISBN 978-88-070-3140-3.
- Scusate il disturbo (Sorry for Your Trouble, 2020), trad. di V. Mantovani, Collana I Narratori, Milano, Feltrinelli, 2021, ISBN 978-88-070-3448-0.

#### Racconto lungo
- Il donnaiolo (The Womanizer, 1992), trad. di Riccardo Duranti, Collana I Narratori n.459, Milano, Feltrinelli, 1993, ISBN 978-88-070-1459-8; poi incluso in Donne e uomini, Milano, Feltrinelli, 2001.

### Memorie
- Mia madre, un ricordo, trad. di G. Baglieri, Milano, Archinto, 2003, ISBN 978-88-776-8376-2.
- Tra loro (Between Them: Remembering My Parents, 2017), trad. di Vincenzo Mantovani, Collana I Narratori, Milano, Feltrinelli, 2017, ISBN 978-88-070-3242-4.

### Sceneggiature
- Bright Angel (1990)

## Premi e riconoscimenti
- Premio Rea per il racconto: 1995 alla carriera[4]
- Premio PEN/Faulkner per la narrativa: 1996 vincitore con Il giorno dell'Indipendenza
- Premio Pulitzer per la narrativa: 1996 vincitore con Il giorno dell'Indipendenza
- Premio PEN/Malamud: 2001 alla carriera[5]
- Premio Grinzane Cavour: 2006 vincitore nella sezione "Premio Dialogo tra i Continenti"
- Prix Femina Étranger: 2013 vincitore con Canada
- Medaglia Andrew Carnegie per l'eccellenza nella narrativa: 2013 vincitore con Canada[6]
- Premio Malaparte: 2018 alla carriera[7]